# Luciana Zaffalon

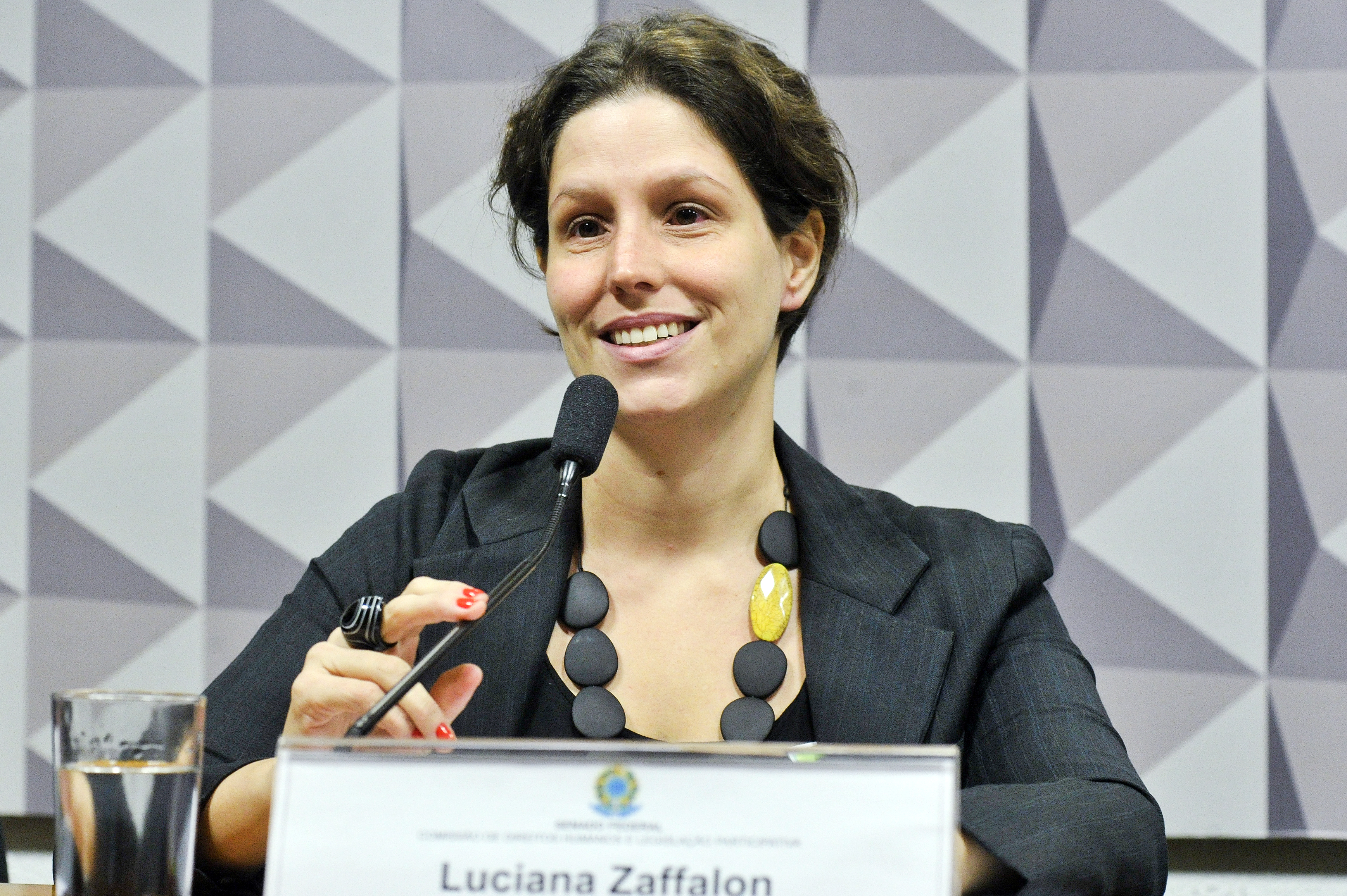
Comissão de Direitos Humanos e Legislação Participativa (CDH) realiza audiência interativa para debater a privatização do sistema prisional brasileiro. Em pronunciamento, supervisora de Atuação Política do Instituto Brasileiro de Ciências Criminais (Ibccrim), Luciana Zaffalon Foto: Geraldo Magela/Agência Senado

Luciana Zaffalon Leme Cardoso (Bauru - São Paulo, 13 de outubro de 1980) é uma ativista de direitos humanos brasileira.

## Biografia
Formada em direito pela Pontifícia Universidade Católica de São Paulo é mestra e doutora em administração pública e governo pela Fundação Getúlio Vargas, tendo realizado estágio doutoral no Centro de Estudos Sociais da Universidade de Coimbra sob orientação do Sociólogo Português Boaventura de Sousa Santos.
Atualmente é supervisora-geral do Instituto Brasileiro de Ciências Criminais (IBCCRIM) e integra a Secretaria Executiva da Plataforma Brasileira de Política de Drogas (PBPD). De 2004 a 2006 foi Coordenadora-Geral do Instituto de Defesa do Direito de Defesa (IDDD), ONG sediada na cidade de São Paulo. De 2010 a 2014 exerceu dois mandatos como Ouvidora-Geral da Defensoria Pública do Estado de São Paulo e foi Diretora de Assuntos Legislativos e Presidente do Colégio de Ouvidorias de Defensorias Públicas do Brasil.
Integra, desde 2004, o Grupo de Estudos e Trabalhos – Mulheres Encarceradas. Em 2007 foi relatora do Grupo de Trabalho Interministerial do Governo Federal para Análise e Estruturação de Políticas Públicas para o Encarceramento Feminino. 
Em sua trajetória profissional sempre teve o campo das artes como espaço de experimentação e aprofundamento humano, desenvolvendo trabalhos juntamente com organizações sociais e artísticas brasileiras, como a Associação Novolhar, da qual foi Presidenta, e a CIA teatral Pessoal do Faroeste. Foi uma das idealizadoras da mostra internacional de artes Ocupação TROPICANA, da qual também foi produtora e artista expositora, nas duas edições, realizadas em Coimbra. Colaborou com diversos documentários como o premiado Sem Pena, o TV Alma Sebosa e a Trilogia Degenerada.

## Obra
- A Política da Justiça: Blindar as Elites, Criminalizar os Pobres (2018, Editora Hucitec)
- Uma espiral elitista de afirmação corporativa: blindagens e criminalizações a partir do imbricamento das disputas do sistema de justiça paulista com as disputas da política convencional (2017, FGV)
- DEFENSORIA PÚBLICA, ASSESSORIA JURÍDICA POPULAR E MOVIMENTOS SOCIAIS E POPULARES: novos caminhos traçados na  concretização do direito de acesso à justiça (org). (2013, Dedo de moça editora)
- Uma Fenda na Justiça: a Defensoria Pública e a Construção de Inovações Democráticas (2010, Editora Hucitec)
- O Direito do Olhar (org.) (2010, Iddd)
- Relatório do Grupo de Trabalho Interministerial – Reorganização e Reformulação do Sistema Prisional Feminino, do Governo Federal (Ministério da Justiça - Brasil, 2007)